# Cleostrat de Tenedos
Cleostrat de Tenedos (en llatí Cleostratus, en grec antic Κλεόστρατος) fou un astrònom grec nascut a Tenedos considerat per Censorí com l'inventor dels Octaëteris, o cicles de 8 anys que es feia servir abans del cicle metònic de dinou anys, invenció que en general va ser atribuïda a Eudoxos.
Teofrast diu que era un observador del cel, junt amb Matrícetes de Metimna i Feinos d'Atenes, i diu que Metó va ser deixeble de Feinos. Va viure per tant probablement a la segona meitat del segle VI aC o a la primera meitat del segle V aC.
Plini el Vell diu que Anaximandre va descobrir l'obliqüitat de l'eclíptica i que Cleostrat la va dividir en dotze parts iguals i va definir els signes del zodíac. Gai Juli Higí diu que Cleostrat va ser el primer en assenyalar les dues estrelles de la Constel·lació del Cotxer anomenades Haedi (Dseta Aurigae i Eta Aurigae).
El cràter Cleostrat a la lluna porta aquest nom en honor seu.